# Мокін Олександр Валерійович
Олександр Валерійович Мокін (каз. Алекса́ндр Вале́рьевич Мо́кин, нар. 19 червня 1981, Чимкент) — казахський футболіст, воротар клубу «Астана». Відомий за виступами у низці казахських клубів, а також національну збірну Казахстану. Неодноразовий чемпіон Казахстану, володар Кубку Казахстану та Суперкубка Казахстану.

## Клубна кар'єра
У дорослому футболі дебютував 1999 року виступами за команду клубу «Жигер», в якій грав до наступного року, в якому ця шимкентська команда об'єдналась із іншим клубом з цього міста «Томіріс» у команду «Достик». У новій команді Мокін продовжив виступи до 2001 року
У 2002 році Олександр Мокін стає гравцем столичної команди «Женіс», з якою відразу ж стає володарем Кубку Казахстану. Проте відразу ж закріпитися в основі нової команди воротарю не вдалось, тому в 2004 році він грає в оренді в іншому клубі казахської вищої ліги «Окжетпес», а наступного року повертається до «Женіса», з яким у 2006 році стає чемпіоном Казахстану. Щоправда, наступного року воротар вимушений знову піти в оренду до свого колишнього клубу «Ордабаси», з яким вийшов до фіналу Кубка Казахстану, а в 2008 році грав також у оренді в клубі з колишньої столиці «Алмати», з яким також виходив до фіналу кубку країни.
З початку 2009 року Олександр Мокін повернувся до складу «Ордабаси», в якому виступав протягом двох сезонів, та був основним стражем воріт шимкентської команди.
Своєю грою за останню команду привернув увагу представників тренерського штабу клубу «Шахтар» (Караганда), до складу якого приєднався 2011 року. На той час команда з Караганди була лідером казахського футболу, і вже в першому ж сезоні за новий клуб Олександр Мокін, який став основним воротарем команди, стає чемпіоном Казахстану. Наступного року в складі карагандинської команди йому вдалось повторити цей успіх, а за підсумками сезону він визнається кращим воротарем чемпіонату Казахстану. 2013 рік же став одним із найуспішніших в кар'єрі воротаря: спочатку він стає володарем Суперкубка Казахстану, а пізніше володарем Кубку Казахстану. Але особливо успішним стали виступи для нього в єврокубках. Спочатку казахська команда в попередньому раунді Ліги чемпіонів переграла албанський клуб «Скендербеу», а в наступному раунді саме завдяки успішній грі Мокіна, якому вдалося в цій грі відбити пенальті, пройшла міцний білоруський клуб БАТЕ. У наступному раунді турніру «Шахтар» зустрічався із відомим шотландським клубом «Селтік». У першому матчі футболістам казахської команди вдається несподівано перемогти фаворита протистояння з рахунком 2-0, у значному ступені завдяки вдалій грі воротаря своєї команди, що визнали й вболівальники карагандинського клубу, які під час матчу, який проходив у столиці Казахстану на «Астана Арені», неодноразово вигукували: «Мокін! Мокін!». Проте у матчі-відповіді, незважаючи на самовіддану гру воротаря, «Шахтар» поступився із рахунком 0-3, і вибув із розіграшу Ліги Чемпіонів. Але карагандинський клуб, завдяки правилам розіграшу єврокубків, став першим казахським клубом, який зіграв у груповому турнірі єврокубкового турніру, оскільки за правилами розіграшу єврокубкових турнірів, команда після програшу в останньому раунді плей-офф Ліги Чемпіонів не вибуває повністю з єврокубків, а дістає путівку до групового турнілу Ліги Європи.
У 2016 році Олександр Мокін став гравцем столичного клубу «Астана». Проте в цьому клубі, який на той час став кращим у Казахстані й за підбором гравців, фінансуванні та грі, Мокін не відразу став основним воротарем, і часто поступався місцем в основі команди натуралізованому сербському воротарю Ненаду Еричу, що призвело до чуток про зміну футболістом клубу по закінченні сезону 2016 року. Наступного сезону вже Мокін став основним воротарем клубу, який у черговий раз переміг у чемпіонаті країни. А в єврокубках після перемоги над «Спартаксом» із Юрмали столичний казахський клуб у наступному раунді Ліги чемпіонів зустрічався із польським клубом «Легія». Перед матчем колишній головний тренер «Спартакса» Марек Зуб висловився у інтерв'ю засобам масової інформації, що він вважає Мокіна одним із слабких місць «Астани». Проте. незважаючи на такі відгуки колишніх супротивників, завдяки також і успішній грі Мокіна, казахський клуб у першому матчі переграє «Легію» з рахунком 3-1, та пройшов у наступне коло турніру. Проте в останньому раунді перед груповим турніром «Астана» поступилась шотландському «Селтіку», й знову зіграла в груповому турнірі Ліги Європи.
У лютому 2022 року Олександр Мокін перейшов до складу команди «Тобол» з Костаная. Наступного року в складі команди він став чемпіоном країни. У складі костанайської команди грав до кінця 2022 року.

## Виступи за збірну
Олександр Мокін дебютував в офіційних матчах у складі національної збірної Казахстану в 2005 році в матчі зі збірною Японії. Тривалий час він був одним із основних воротарів команди, хоча й його гра не завжди влаштовувала тренерів збірної. Олександр Мокін грав у складі збірної на полі до кінця 2014 року, після чого на поле не виходив, хоча й ще на початку 2018 року залучався на тренувальні збори збірної країни. Останній раз Олександр Мокін викликався до збірної у кінці 2021 року. Загалом зіграв у складі національної збірної 22 матчі

## Особисте життя
Олександр Мокін одружений, його дружину звати Катерина.
| Дата       | Місто            | Господарі   | Результат | Гості       | Турнір            | Голи | Примітки |
| ---------- | ---------------- | ----------- | --------- | ----------- | ----------------- | ---- | -------- |
| 29-1-2005  | Йокогама         | Японія      | 4 – 0     | Казахстан   | Kirin Cup         | -4   |          |
| 26-12-2006 | Бангкок          | В'єтнам     | 2 – 1     | Казахстан   | Kings Cup 2006    | -2   |          |
| 3-2-2008   | Анталія          | Азербайджан | 0 – 0     | Казахстан   | товариський матч  | -    |          |
| 6-2-2008   | Анталія          | Казахстан   | 0 – 1     | Молдова     | товариський матч  | -1   |          |
| 11-10-2008 | Лондон           | Англія      | 5 – 1     | Казахстан   | Відбір до ЧС 2010 | -5   |          |
| 11-2-2009  | Анталія          | Естонія     | 0 – 2     | Казахстан   | товариський матч  | -    | 46'      |
| 6-6-2009   | Алмати           | Казахстан   | 0 – 4     | Англія      | Відбір до ЧС 2010 | -4   |          |
| 10-6-2009  | Київ             | Україна     | 2 – 1     | Казахстан   | Відбір до ЧС 2010 | -2   |          |
| 9-9-2009   | Андорра-ла-Велья | Андорра     | 1 – 3     | Казахстан   | Відбір до ЧС 2010 | -1   |          |
| 10-10-2009 | Берестя          | Білорусь    | 4 – 0     | Казахстан   | Відбір до ЧС 2010 | -4   |          |
| 14-10-2009 | Астана           | Казахстан   | 1 – 2     | Хорватія    | Відбір до ЧС 2010 | -2   |          |
| 2-9-2011   | Стамбул          | Туреччина   | 2 – 1     | Казахстан   | Відбір до ЧЄ 2012 | -2   | 91'      |
| 6-9-2011   | Баку             | Азербайджан | 3 – 2     | Казахстан   | Відбір до ЧЄ 2012 | -3   |          |
| 6-2-2013   | Анталія          | Казахстан   | 3 – 1     | Молдова     | товариський матч  | -1   | 46'      |
| 4-6-2013   | Алмати           | Казахстан   | 1 – 2     | Болгарія    | товариський матч  | -2   | 46'      |
| 14-8-2013  | Астана           | Казахстан   | 1 – 0     | Грузія      | товариський матч  | -    | 46'      |
| 5-3-2014   | Анталія          | Казахстан   | 1 – 1     | Литва       | товариський матч  | -    | 46'      |
| 12-8-2014  | Алмати           | Казахстан   | 2 – 1     | Таджикистан | товариський матч  | -1   |          |
| 5-9-2014   | Астана           | Казахстан   | 7 – 1     | Киргизстан  | товариський матч  | -1   | 46'      |
| 10-10-2014 | Амстердам        | Нідерланди  | 3 – 1     | Казахстан   | Відбір до ЧЄ 2016 | -3   |          |
| 16-11-2014 | Стамбул          | Туреччина   | 3 – 1     | Казахстан   | Відбір до ЧЄ 2016 | -3   |          |
| Усього     |                  | Матчів      | 21        |             | Голів             | -41  |          |

## Титули і досягнення
- Чемпіон Казахстану (8):

«Женіс»: 2006
«Шахтар» (Караганда): 2011, 2012
«Астана»: 2016, 2018, 2019, 2019
«Тобол»: 2021
- Володар Кубку Казахстану (4):

«Женіс»: 2002, 2005
«Шахтар» (Караганда): 2013
«Астана» : 2016
- Володар Суперкубка Казахстану (5):

«Шахтар» (Караганда): 2013
«Астана»: 2018, 2019
«Тобол»: 2021, 2022